# Фаран (пустыня)
Паран (в Септуагинте Φαραν, и поэтому в славянской Библии Фаран, פארן) — название пустыни на юг от Палестины. Согласно указаниям Библии, эта пустыня находилась между Эдомом и Египтом (1Цар. 11:18), к югу от Беер Шеба (Быт. 21:21). От пустыни Цин (Чис. 38:36) и Кадес (Чис. 20:1, 22) Фаран ясно отличается.
Фаран следует искать к юго-востоку от Кадеса. В некоторых местах Библии говорится о горе Паран (Фаран), которая упоминается рядом с Сеиром, Кадесом и Теманом, то есть с местностями, лежавшими на границе между Эдомом и Палестиной (Втор. 33:2).
Во время странствования израильтян по пустыням после исхода из Египта иудеи достигли пустыни Фаран непосредственно после пустыни Синайской (Чис. 10:12). Из Фарана были посланы разведчики в Палестину, и туда же они возвратились (Чис. 13:3, 26).
В Быт. 14:6 упоминается איל פארן, что, по мнению многих исследователей, являлось первоначальным названием гавани Элат (ныне Эйлат) на северо-восточной бухте Красного моря. На основании всех этих данных Ветцштайн отождествлял Фаран с горой Дшебель-эль-Макра, изрезанной многочисленными ущельями, и с окружающей эту гору пустыней (в Бадиджет эт-Тич).
Во Втор. 1:1 Фаран обозначает, по-видимому, особый пункт этой пустыни, который, по Ономасту, лежал на расстоянии трех дней пути от Эланитской (Эйлатской) бухты и который, может быть, идентичен с нынешним Калат ан-Наль. Согласно Быт. 21:21, в Фаране жили исмаилиты. В 1Цар. 25:1 Септуагинты читает מעון вместо פאדן.